# Hexatoma beameri
Hexatoma beameri är en tvåvingeart som beskrevs av Alexander 1956. Hexatoma beameri ingår i släktet Hexatoma och familjen småharkrankar. Inga underarter finns listade i Catalogue of Life.